# Welt am Sonntag
Die Welt am Sonntag (Abkürzung WamS, Eigenschreibweise WELT AM SONNTAG) ist eine deutsche überregionale Sonntagszeitung der Axel Springer SE mit Hauptsitz in Berlin. Die verkaufte Auflage betrug 350.924 Exemplare im Jahr 2017, ein Minus von 12,7 Prozent gegenüber 1998.

## Geschichte

Logo bis November 2015

Zeitungskopf von 1949

Gegründet wurde die Welt am Sonntag im August 1948 in Hamburg als Ergänzung der Tageszeitung Die Welt mit eigener Redaktion. Erster Chefredakteur wurde Bernhard Menne. 1953 wurde sie vom Verleger Axel Springer übernommen. Der Redaktionssitz wurde 2001 von Hamburg nach Berlin verlegt. 2006 wurde die Redaktion der Welt am Sonntag mit der Redaktion von Welt und Berliner Morgenpost sowie den Online-Redaktionen der drei Zeitungen zusammengelegt.
Die Ausgabe der Welt am Sonntag vom 1. Dezember 2013 wurde von dem Designer Karl Lagerfeld mit eigenen Fotos, Texten und Farbillustrationen gestaltet. Das Deckblatt betitelte Karl Lagerfeld mit Das Wesentliche im Leben ist, sich neu zu erfinden. 2014 war Mario Testino Co-Chefredakteur, im Oktober 2015 Jil Sander Co-Chefredakteurin bei der Serie Guest Editions für die Welt am Sonntag.
Seit dem 11./12. September 2021 erscheint die Welt am Sonntag in zwei Ausgaben. Die Frühausgabe erscheint am Samstag und ersetzt die eingestellte Samstagsausgabe der Welt. Am Sonntag erscheint die Zeitung in aktualisierter Form.
Im Zuge des Ziels „Digital Only“ gab Mathias Döpfner im Februar 2023 die Einstellung der Sonntagslieferung per Boten zum Sommer bekannt. Die letzte Lieferung an die Haushalte erfolgt am 25. Juni 2023. Danach war die WamS nur noch an lokalen Verkaufsstellen erhältlich.
Die Zeitung veröffentlichte in ihrer Ausgabe vom 28./29. Dezember 2024 einen Gastbeitrag des Unternehmers und Milliardärs Elon Musk. Darin lobte Musk, der den designierten alten und neuen US-Präsidenten Donald Trump berät, die AfD als jene Partei in Deutschland, die angeblich politische Rezepte für gesellschaftliche und wirtschaftliche Probleme Deutschland anbietet: „Die AfD, auch wenn sie als rechtsextrem bezeichnet wird, vertritt einen politischen Realismus“, schrieb er unter anderem. Der Beitrag löste eine scharfe bundesweite Kontroverse aus. Er führte offenbar auch innerhalb der Redaktion für scharfe Diskussionen. Die Leiterin des Meinungsressorts trat daraufhin zurück. Mehrere Redakteure machten öffentlich, dass sie die Entscheidung für falsch hielten, den Beitrag zu bringen – auch aufgrund seiner dürftigen Argumente.

## Welt am Sonntag Kompakt
Auf Basis der Inhalte der WamS  erscheint eine auf 64 Seiten verkürzte Kompaktausgabe unter dem Titel Welt am Sonntag Kompakt. 2010 wurde diese nach dem Vorbild der Welt Kompakt im handlicheren Zeitungsformat Tabloid gegründet. Die Sonntagszeitung erschien zuerst in Nordrhein-Westfalen. Ab dem 30. Januar 2011 war die Welt am Sonntag Kompakt auch in Bayern, Baden-Württemberg, Hessen, Rheinland-Pfalz und im Saarland erhältlich. Seit dem 17. Februar 2013 ist die Welt am Sonntag Kompakt in ganz Deutschland erhältlich.

## Auflage
Die Auflage der Welt am Sonntag wurde ab dem ersten Quartal 2011 gemeinsam mit der Welt am Sonntag Kompakt ausgewiesen. Die beiden Blätter haben wie die meisten deutschen Zeitungen in den vergangenen Jahren an Auflage eingebüßt. Die verkaufte Auflage sank von 401.766 Exemplaren im ersten Quartal 1998 auf 350.924 Exemplare im vierten Quartal 2017. Ein Minus von 12,7 Prozent. Seitdem werden die Auflagenzahlen nicht mehr an die IVW gemeldet.
| 1998   | 1999   | 2000   | 2001   | 2002   | 2003   | 2004   | 2005   | 2006   | 2007   | 2008   | 2009   | 2010   | 2011 | 2012 | 2013 | 2014 | 2015 | 2016 | 2017 | 2018 | 2019 | 2020 | 2021 | 2022 | 2023 | 2024 |
| ------ | ------ | ------ | ------ | ------ | ------ | ------ | ------ | ------ | ------ | ------ | ------ | ------ | ---- | ---- | ---- | ---- | ---- | ---- | ---- | ---- | ---- | ---- | ---- | ---- | ---- | ---- |
| 401220 | 425407 | 442005 | 427859 | 411544 | 398221 | 401074 | 403009 | 406869 | 409729 | 400223 | 401931 | 402287 |      |      |      |      |      |      |      |      |      |      |      |      |      |      |

| 1998 | 1999 | 2000 | 2001 | 2002 | 2003 | 2004 | 2005 | 2006 | 2007 | 2008 | 2009 | 2010 | 2011   | 2012   | 2013   | 2014   | 2015   | 2016   | 2017   | 2018 | 2019 | 2020 | 2021   | 2022   | 2023   | 2024   |
| ---- | ---- | ---- | ---- | ---- | ---- | ---- | ---- | ---- | ---- | ---- | ---- | ---- | ------ | ------ | ------ | ------ | ------ | ------ | ------ | ---- | ---- | ---- | ------ | ------ | ------ | ------ |
|      |      |      |      |      |      |      |      |      |      |      |      |      | 411751 | 401177 | 401389 | 400517 | 401549 | 381282 | 350924 |      |      |      | 323815 | 314002 | 286020 | 289282 |

## Redaktion
Die Welt am Sonntag hat folgende Ressorts: Deutschland, Politik, Außenpolitik, Wirtschaft, Kultur, Sport, Life & Science sowie Stil & Reise. Die Zeitung ist neben dem redaktionellen Hauptsitz in Berlin mit zwei regionalen Redaktionen in Hamburg und Nordrhein-Westfalen sowie einem Redaktionsbüro in Frankfurt am Main vertreten. Herausgeber ist seit dem 1. Januar 2014 Stefan Aust, Jacques Schuster ist seit dem 1. Mai 2024 als Mitglied der Chefredaktion verantwortlich.
Ehemalige Chefredakteure sind:
- 1948–1968: Bernhard Menne
- 1975–1976: Hans Bluhm
- 1976–1988: Claus Jacobi
- 1979–1994: Manfred Geist
- 1995–1996: Günter Böddeker
- 1998–2001: Kai Diekmann
- 2001–2003: Thomas Garms
- 2004–2008: Christoph Keese
- 2008–2010: Thomas Schmid
- 2010–2015: Jan-Eric Peters
- 2016–2017: Stefan Aust
- 2017–2019: Peter Huth
- 2019–2021: Johannes Boie
- 2022–2024: Dagmar Rosenfeld

## Auszeichnungen
- 2007: European Newspaper Award, European Newspaper of the Year Kategorie „Weekly Newspaper“
- 2013: European Newspaper Award, European Newspaper of the Year Kategorie „Weekly Newspaper“
- 2013: German Paralympic Media Award, Jürgen Bröker in der Kategorie Print/Foto für Welt am Sonntag
- 2015: LeadAwards, in der Kategorie „Beitrag des Jahres“ gewann die Autobeilage „PS Welt“ in Welt am Sonntag eine Silbermedaille
- 2016: Society for News Design, die Artikel „Terror im Ramadan“, „Schwer steuerbar“ und „Chronik eines nicht geführten Krieges“ in Welt am Sonntag